# Disneyland Park (Paříž)
Disneyland Park (do roku 1994 EuroDisney, pak do roku 2002 Disneyland Paris) je nejstarší park v Disneyland Paris. Podle vzoru z amerických Disneylandů se dělí na pět tematických zemí, které jsou soustředěny kolem zámku, který je symbolem parku.
Dominantou je zámek Šípkové Růženky, pod kterým se nachází Dračí jeskyně s mechanotronickým drakem. Na zámek se promítá před uzavřením parku show Disney dreams. Jedná se o pixel point projekci na zámek a na projekční plochy tvořené vodou, doprovázenou hudbou a pyrotechnickými efekty.

## Historie
Park byl otevřen po čtyřleté výstavbě 12. dubna 1992, jako součást rekreační oblasti Euro Disney Resort. Hned v následujícím roce 1993 byl poprvé rozšířen o nové atrakce. Do Fantasylandu přibylo ruské kolo Les Pirouettes du Vieux Moulin. V Adventurelandu byla otevřena Le Passage Enchanté d'Aladdin, pasáž se scénami z filmu Aladin, a hlavně tehdy teprve druhá horská dráha parku – Indiana Jones et le Temple de Péril. A konečně Frontierland získal další „procházkovou“ atrakci – Legends of the Wild West.
Rok 1994 přinesl přejmenování z Euro Disneyland na Disneyland Paris. Dalšího rozšíření se dočkal Fantasyland. Na vnější straně vlakových kolejí přibyla dětská horská dráha Casey Jr. – Le Petit Train du Cirque a lodičky Le Pays des Contes de Fées. V Discoverylandu pak zakotvil Nautilus. V tomto roce byla také poprvé nějaká atrakce uzavřena. Šlo o kánoe Indian Canoes ve Frontierlandu, které pluly s návštěvníky v okolí Big Thunder Mountain.
V květnu 1995, těsně po třetím výročí, byla otevřena zatím poslední horská dráha parku Space Mountain, dominanta Discoverylandu. Ve Frontierlandu vznikla divadelní scéna Chaparral Theather, na které se v následujících letech vystřídalo několik představení. V roce 1996, na místě zrušených kanoí, vzniklo dětské hřiště Pocahontas Indian Village. V roce 1998 byl poprvé uzavřen Captain EO, a následně nahrazen Honey, I Shrunk the Audience. Další dětské hřiště, La Plage des Pirates, přibylo do Adventurelandu.
V letech 2000–2006 se v parku prostřídalo hned několik atrakcí. Le Visonarium nahradil Buzz Lightyear Laser Blast, a Discoveryland tak ztratil kus ze své verneovské atmosféry. Indiana Jones jezdil od roku 2000 čelem vzad, ale po čtyřech letech se vrátil do normálu. A konečně Space Mountain byla po deseti letech přebudována na Mission 2.

## Adventureland

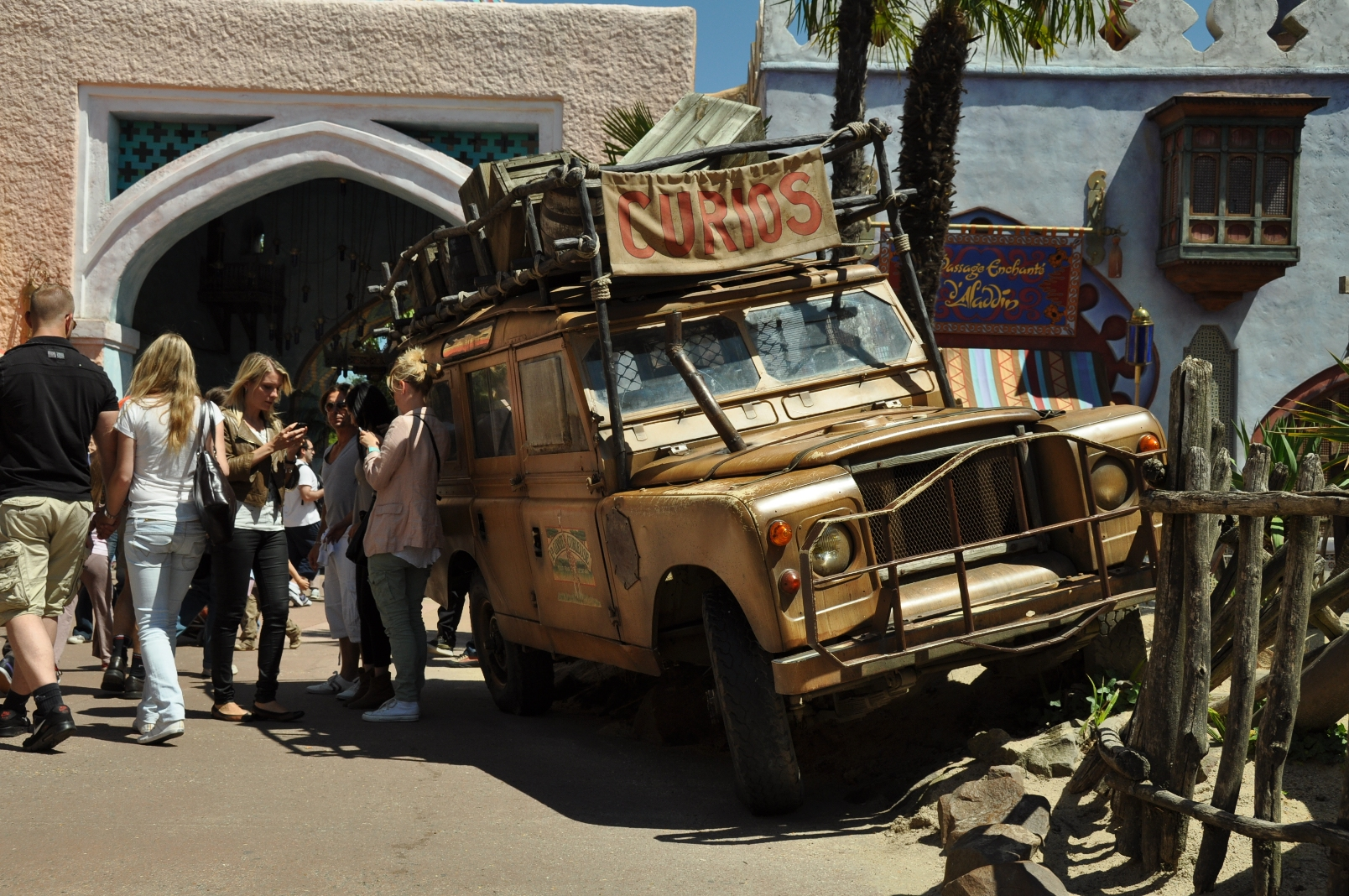
Džíp před obchodem La Girafe Curieuse

V Adventurelandu, „Zemi dobrodružství“ se střídají exotické oblasti celého světa. Africkou část tvoří zejména restaurace Hakuna Matata, pojmenovaná podle kréda postav ze Lvího krále. Indické džungle zastupuje okolí Colonel Hathi's Pizza Outpost, a hlavně horská dráha Indiana Jones et le Temple de Péril. Bazaar, vyzdobený scénami z arabských Pohádek Tisíce a jedné noci, reprezentuje Blízký východ, a u hranice Fantasylandu stojí pirátská pevnost z Karibiku.

### Atrakce

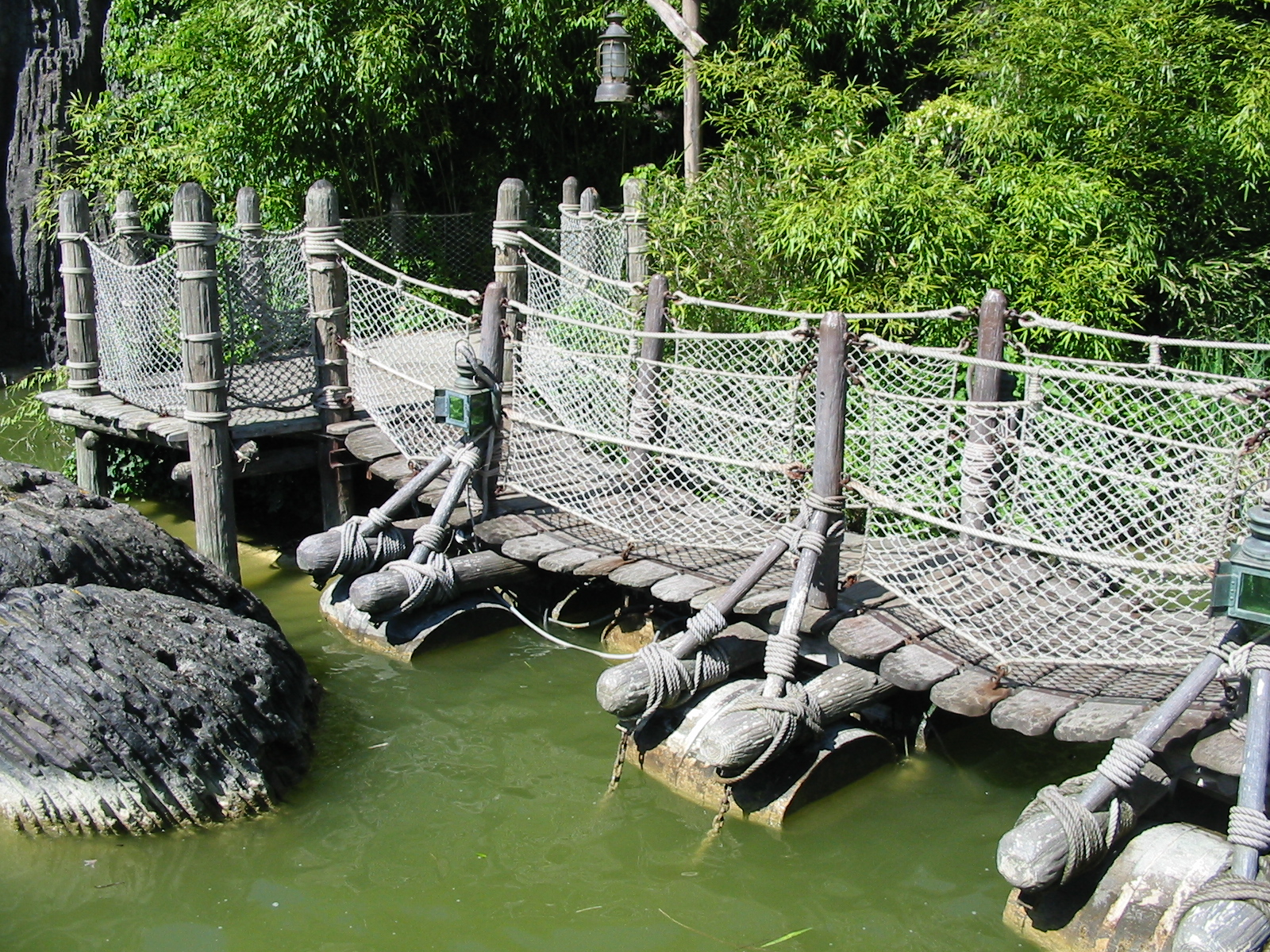
Pontonový most (Adventure Isle)

Centrem Adventurelandu je dobrodružný ostrov Adventure Isle. Nabízí bludiště jeskyní a skalních chodeb, pontonový most, visutý most nebo vyhlídku s dalekohledem. Pirátskou tematikou doplňuje Piráty z Karibiku a loď kapitána Hooka.

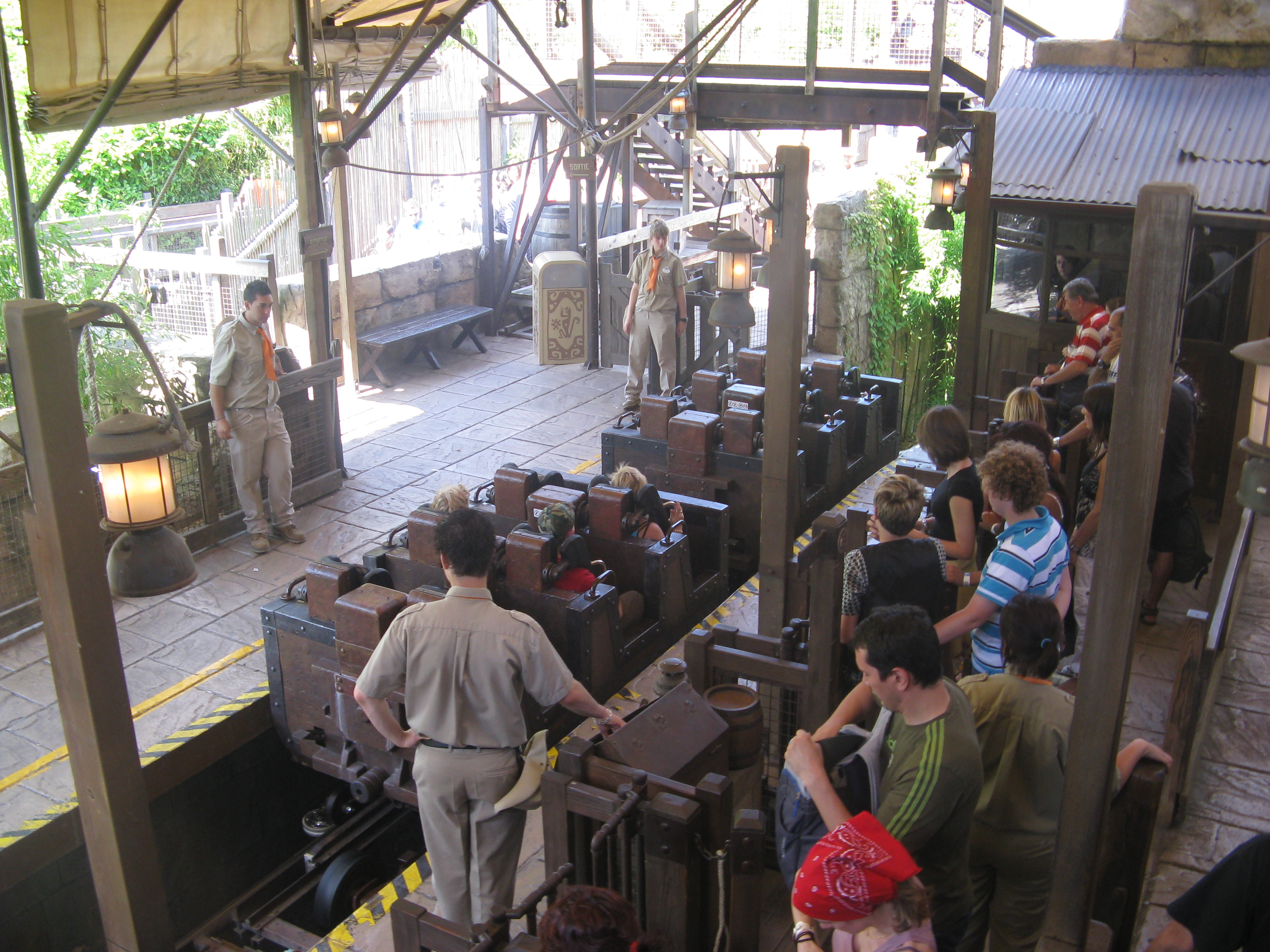
Nástupiště atrakce Indiana Jones

Ocelová horská dráha Indiana Jones et le Temple de Péril, jedna ze tří drah parku. Je inspirována filmy o Indiana Jonesovi, konkrétně jízdou důlním vozíkem z filmu Indiana Jones a Chrám zkázy. Vláčky dráhy jsou poměrně krátké, tvořené pouze dvěma šestimístnými vozíky, a dráha několikrát prudce mění směr jízdy. Součástí dráhy je i jeden looping. Mezi roky 2000 a 2004 seděli návštěvníci ve vozících v protisměru.
Stromový dům La Cabane des Robinson je jednou z atrakcí, kterými návštěvníci pouze prochází. Soustava schodišť a plošin šplhá do koruny umělého stromu a postupně nabízí pohled do různých částí domova rodiny Švýcarského Robinsona. Výška stromu je 21 metrů, navíc je umístěn 6,5 metru nad úrovní okolní vodní plochy. Jeho korunu tvoří 300 000 plastových listů.
Pirates of the Caribbean, piráti z Karibiku – atrakce, která inspirovala vznik filmové série Piráti z Karibiku. Především v prvním díle, Prokletí Černé perly, několik scén (např. piráti, lákající psa ve vězení) odkazuje na scény z atrakce. Po úspěchu filmové série byly do této atrakce v ostatních Disney parcích doplněny figury postav z filmu, např. kapitán Jack Sparrow. Podobná úprava pařížské verze je v plánu během rekonstrukce v roce 2017. Atrakce je zastřešená, a osvětlená tak, aby navozovala dojem noci. Jde o plavbu lodičkou po vodním kanálu sérií scén z pirátského prostředí. Scény obsahují desítky pohyblivých animatronických figur pirátů, obyvatel dobývaného města nebo zvířat. Loďky jsou na jednom místě vytaženy do výšky, a následně dvakrát sjíždí do nižších „pater“ kanálu. V úvodní části plavby loďky proplouvají kolem restaurace Blue Lagoon, která se nachází ve stejné budově. Horní částí atrakce projíždí vláček Disneyland Railroad, a z vlaku je viditelná část atrakce (jeskyně s pokladem).

## Frontierland

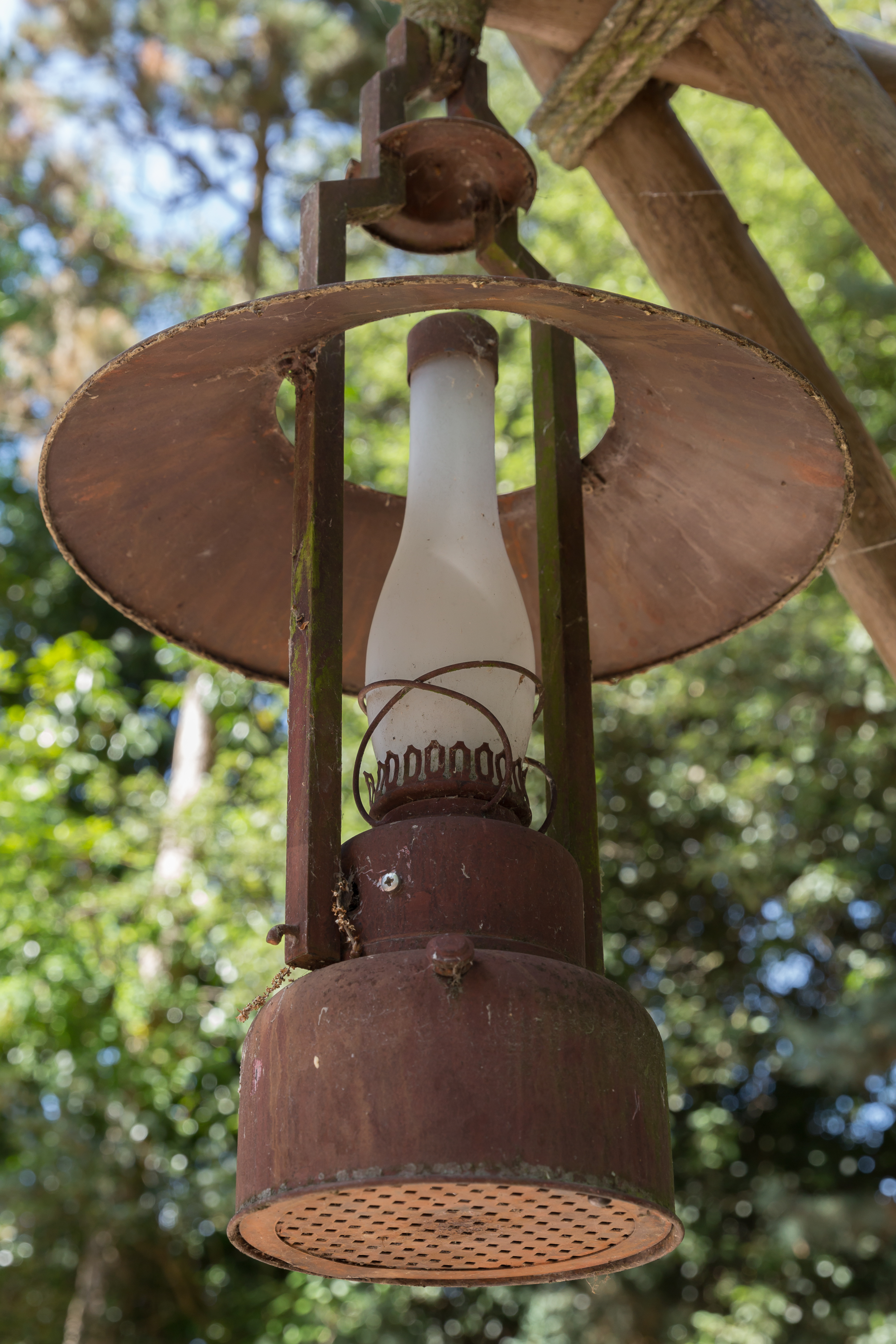
Pouliční osvětlení, Frontierland

Pohraniční země je vybudována ve stylu divokého západu v druhé polovině 19. století, tedy poté, co v roce 1848 vypukla zlatá horečka. Většinu oblasti zabírá zlatý důl a budovy městečka Thunder Mesa. Na okraji Frontierlandu se nachází armádní pevnost Fort Comstock a několik týpí kmene Šošonů. Horská dráha Big Thunder Mountain je obklopená vodní plochou, po které se plaví kolesový parník. I ve Frontierlandu je zastávka parkové železnice. V její blízkosti se nachází divadelní scéna Chaparral Theater.

### Atrakce
Horská dráha Big Thunder Mountain je dominantou této části parku. Jde o nejstarší horskou dráhu Disneylandu, jedinou, která byla v provozu už při otevření v roce 1992. Hlavní část dráhy je umístěna na ostrově z umělých skal, dosahujících výšky až 33 metrů. Povrch skal byl vytvarován v betonu, naneseném na drátěnou konstrukci. Atrakce představuje zlatý důl společnosti Thunder Mesa Mining Co., vláčky jsou proto stylizovány jako důlní lokomotivy s vozíky. Budova s nástupištěm je na opačném břehu vodní plochy, a vláčky tak dvakrát projíždí podzemním tunelem.
Kolem Big Thunder Mountain pravidelně pluje kolesový parník atrakce Thunder Mesa Riverboat Landing. V provozu se střídají dvě lodě, oproti skutečným parníkům zmenšené přibližně v měřítku 5:8. Parník se zadním kolesem Mark Twain nese jméno slavného amerického spisovatele, známého tím, že se několik let plavil po Mississippi. Molly Brown je parník s bočními kolesy, pojmenovaný po pasažérce Titanicu, „nepotopitelné“ Margaret „Molly“ Brownové. Osoba Molly Brownové zapadá do tématu Frontierlandu i jinak – její manžel, J. J. Brown, měl úspěšnou kariéru v hornictví, a samotná Molly se znala s Markem Twainem.

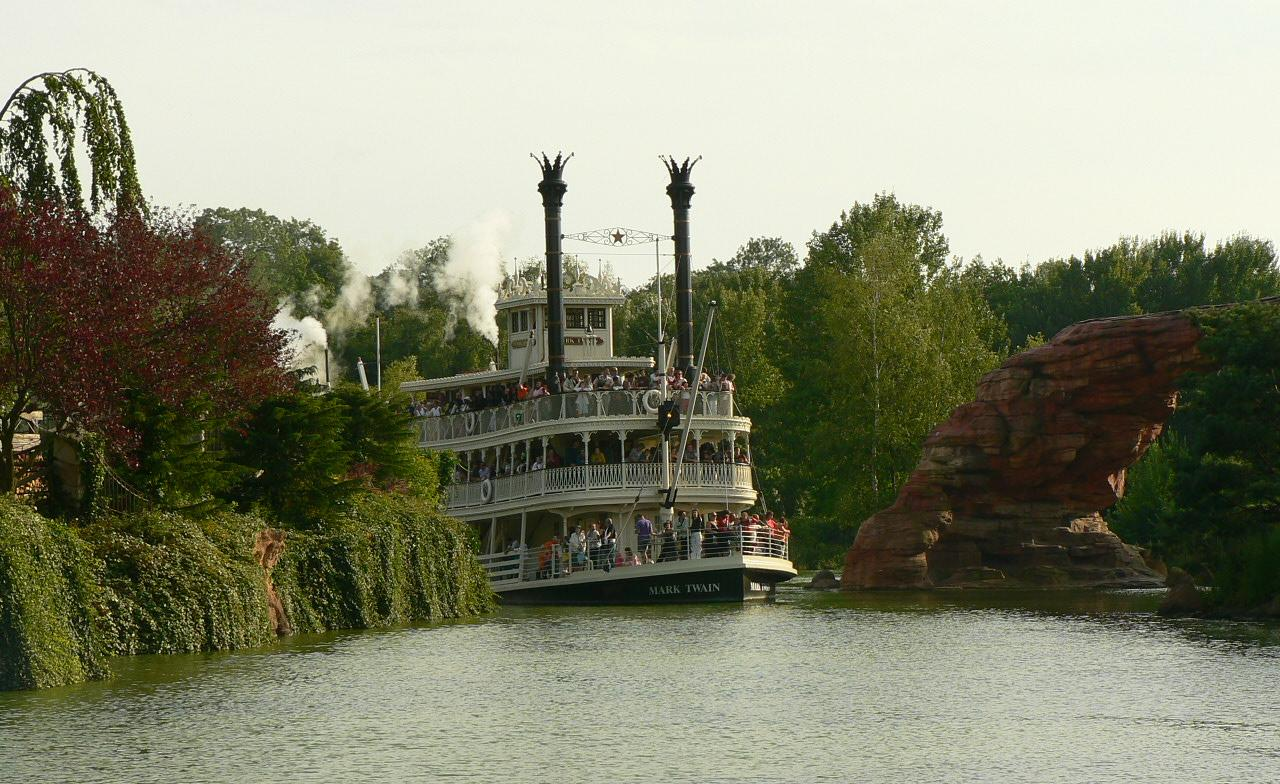
Parník Mark Twain (Frontierland)

Na samé hranici parku stojí strašidelný dům Phantom Manor. Jeho předlohou v amerických Disney parcích je Haunted Mansion, který je součástí oblasti New Orleans Square. Ta v Paříži není, a tak je tato atrakce v pozměněné podobě součástí Frontierlandu. Kromě názvu se liší exteriérem (Haunted Mansion vypadá zvenku jako běžný dům, Phantom Manor a jeho okolí jsou „zchátralé“ a strašidelné). Phantom Manor je také propojen se zbytkem Frontierlandu doprovodnou legendou, podle které byl jeho vlastníkem majitel zlatého dolu. Uvnitř atrakce je 92 animatronických figur. Návštěvníky přepravuje řada dvoumístných sedaček na pohyblivém pásu – stejný systém používá atrakce Buzz Lightyear Laser Blast. Protože jsou všechny sedačky upevněny na společném pásu, každé zastavení (např. problém při nástupu) zastaví i všechny sedačky uvnitř atrakce.
Střelnice Rustler Roundup Shootin' Gallery je vybavena světelnými puškami. Při zasažení terče dojde k mechanickému nebo vizuálnímu efektu (pohyb figury, „výbuch“ dynamitu,…).

### Minulé atrakce
Areál Cottonwood Creek Ranch, v blízkosti vlakové zastávky a restaurace Cowboy Cookout Barbecue, byl při otevření domovem domácích zvířat k pohlazení – Critter Corral. Od roku 2007 byl nahrazen místem pro setkávání s kovbojem Woodym a jeho přáteli Woody's Roundup Village, které zde vydrželo do roku 2011.
Kromě parníků se v prvních letech parku kolem Big Thunder Mountain plavily lodě říčních lupičů River Rogue Keelboats a kánoe Indian Canoes. Kánoe byly zrušeny v roce 1994. Osud lupičských lodí je nejasný – na seznamu atrakcí v současnosti (2015) nejsou, ale fyzicky se v parku nachází.
Divadelní scéna Chaparral Theater v minulosti uváděla mj. představení Tarzan nebo Pocahontas.

## Main Street USA

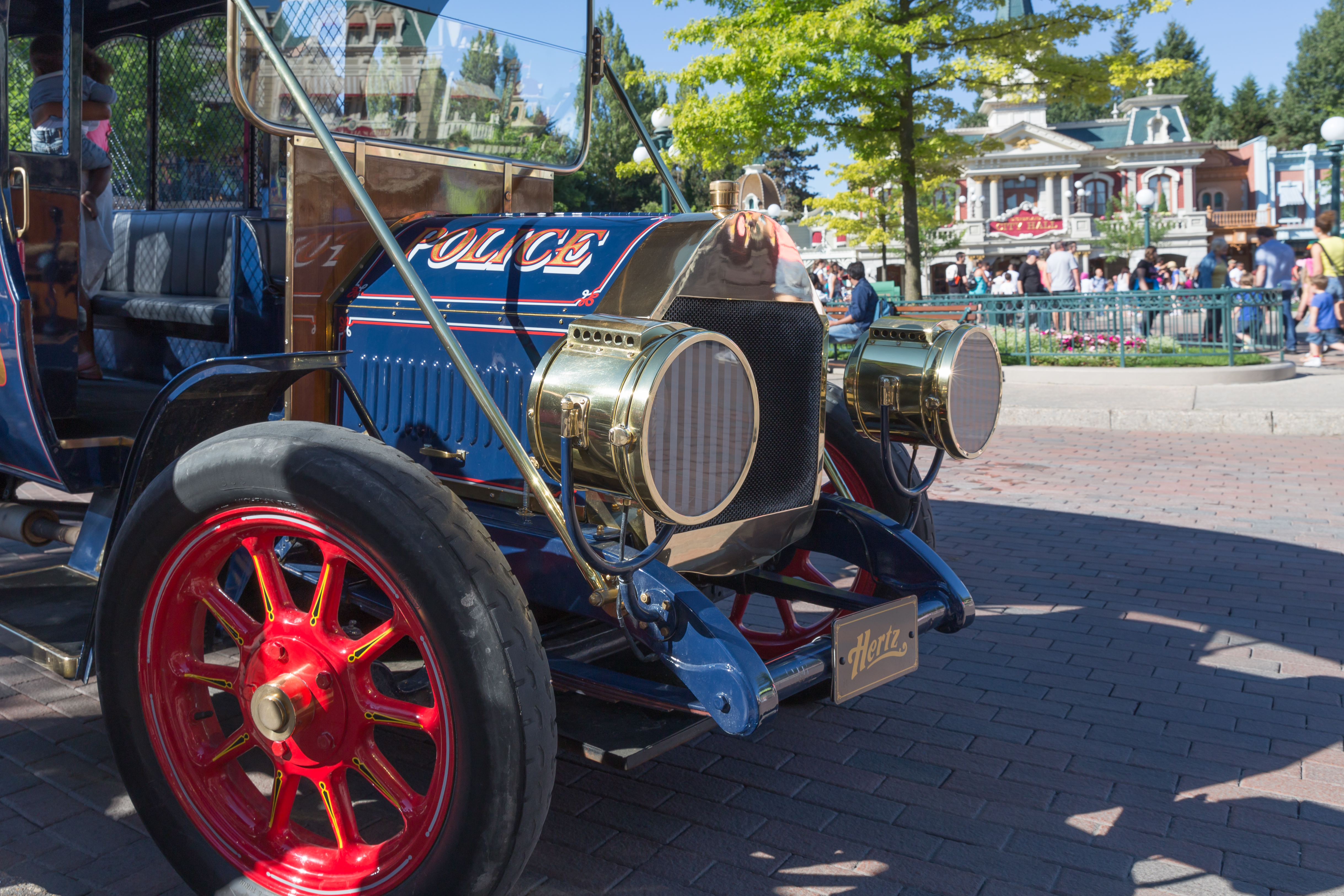
Policejní vůz, Main Street USA

Main Street USA (hlavní ulice Spojených států) začíná u vstupu do parku. Stojí na ní převážně restaurace, obchody a budovy služeb pro návštěvníky (informační centrum, první pomoc). Ulice vede od nádraží k zámku, odkud je přístup do ostatních částí parku. Návrháři určitou dobu zvažovali podobu Main Street ve stylu Hollywoodu a Ameriky 20. let – období gangsterů a prohibice. Jedním z prvků tohoto záměru byla i nadzemní elektrická tramvaj. Nakonec ale byly budovy postaveny podle americké architektury na přelomu 19. a 20. století, stejně jako v amerických Disneylandech.
Na rozdíl od těchto parků v Kalifornii a na Floridě, kde panuje vesměs slunečné počasí, nabízí pařížská Main Street ochranu před deštěm v podobě pasáží po obou stranách ulice. Výzdoba pasáže západně od Main Street, Liberty Arcade, je věnována soše Svobody. Její součástí je dioráma slavnostního odhalení sochy v roce 1886. Východní pasáž Discovery Arcade, vedoucí k Discoverylandu, je vyzdobena retrofuturistickými plakáty „měst budoucnosti“. Ve vitrínách je pak vystaveno několik desítek originálních modelů vynálezů, které byly v 19. století přikládány k patentovým přihláškám amerického patentového úřadu. Oproti tokijské Main Street, která je zastřešená celá, zůstává střed ulice otevřený. Díky tomu mohou po ulici projíždět vozy průvodu pohádkových a filmových postav, v roce 2015 nazývaného Disney Magic on Parade. Hudbu k první verzi tohoto průvodu nahrál Symfonický orchestr Československého rozhlasu.

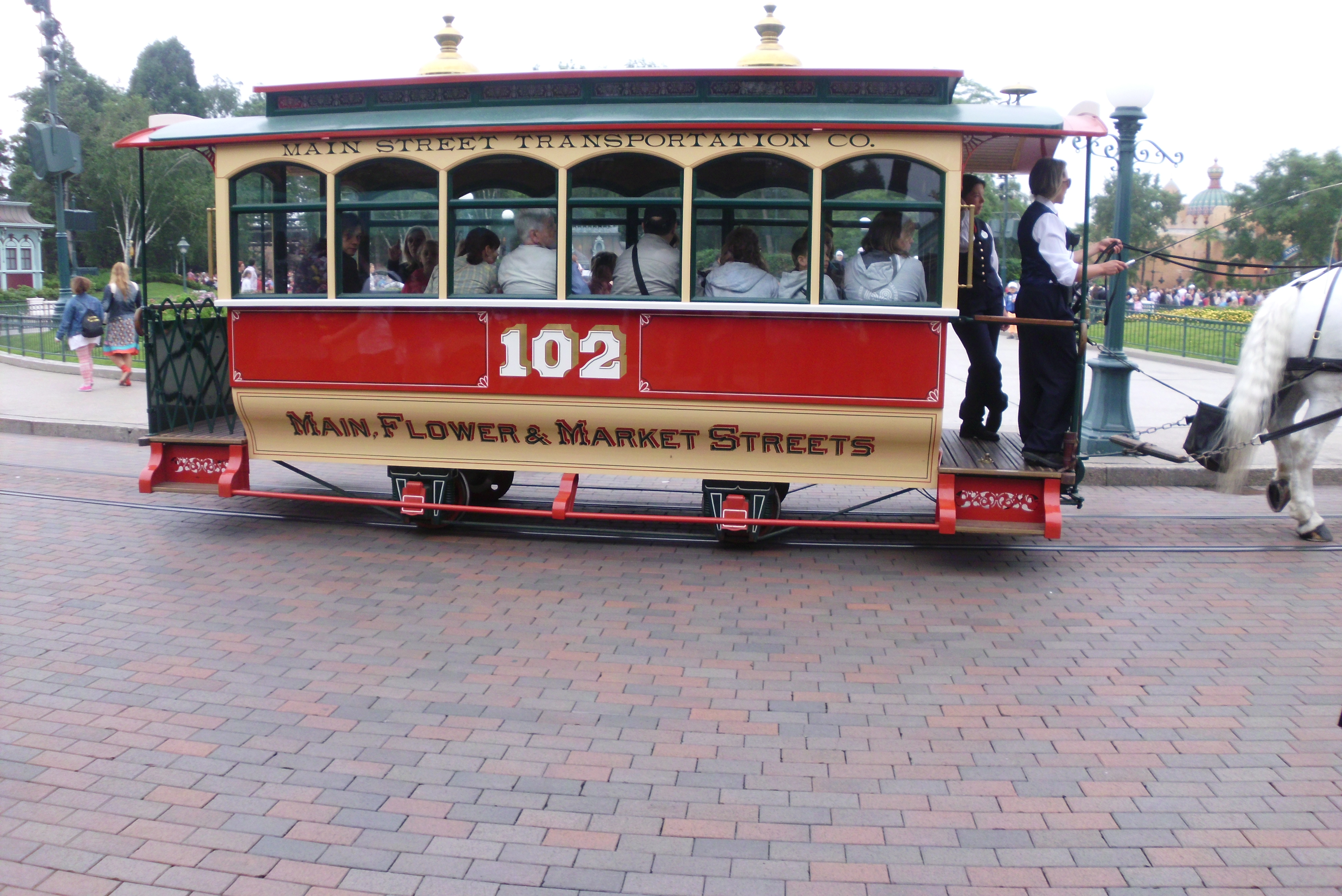
Koněspřežná tramvaj, Main Street USA

### Dopravní atrakce
Vstupní bránu parku tvoří Disneyland Railroad Main Street Station – nádraží železnice, která vede okolo parku. Vlaky jsou zmenšenými replikami parních lokomotiv a vagonů. Vlak zastavuje ve všech dalších částech parku s výjimkou Adventurelandu. Tři lokomotivy jsou pojmenovány podle amerických osobností: George Washington (první prezident USA), C. K. Holliday (zakladatel železnice do Santa Fe) a W. F. Cody (pravé jméno Buffalo Billa). Čtvrtá lokomotiva nese jméno Eureka („Heuréka“), odkazující na kalifornskou zlatou horečku.
Kyvadlovou dopravu mezi nádražím a zámkem zajišťují dobová auta Main Street Vehicles (policejní vůz, hasiči, autobus) a koněspřežná tramvaj Horse-drawn Streetcars. Její depo, budova Main Street Transportation, svou siluetou připomíná zámek Disneylandu v Kalifornii.

## Discoveryland
V dřívějších Disney parcích je tato část nazývána Tomorrowland, a jejím tématem je futurismus. Představy a technologie v Tomorrowlandech ale rychle zastarávaly, jak postupoval technologický pokrok. Například výstava Domov budoucnosti v kalifornském Disneylandu musela být aktualizována už po čtyřech letech od otevření. V Pařížské verzi návrháři změnili název na Discoveryland, a přišli s jiným konceptem – spojením několika uměleckých vizí budoucnosti. Ty zahrnují autory minulé (Jules Verne, H. G. Wells), i současné (George Lucas).

### Atrakce
Dominantou Discoverylandu je horská dráha Space Mountain: Mission 2. Původně byla otevřena v roce 1995 pod názvem Space Mountain: De la Terre à la Lune, neboli „Ze Země na Měsíc“, dle románu Julese Verna. Dráha je umístěna v 37 metrů vysoké budově, jakoby na vrcholu sopky. Start má připomínat výstřel z děla Kolumbiada. Vláčky jsou vytaženy na nakloněnou rovinu v úhlu 45°, a pomocí leteckého katapultu urychleny na přibližně 80 km/h. Délka samotného děla je 22 metrů.
V raných návrzích parku byla budova, tehdy nazývaná Discovery Mountain, výrazně větší – tak, aby v ní mohly být umístěny i Star Tours, Nautilus, podvodní restaurace a zastávka parkové železnice. Od roku 2005 nese atrakce název Space Mountain: Mission 2. Opustila tematiku letu na Měsíc, dráha vede vesmírem mezi kometami a asteroidy.
Vedle Space Mountain kotví ponorka kapitána Nema Nautilus z románu Dvacet tisíc mil pod mořem. Návštěvnící prochází jednotlivými částmi Nautila. Interiér odpovídá filmu 20 000 mil pod mořem z roku 1954.
Autopia je jízda dvoumístnými auty ve stylu art deco s benzínovým pohonem. Auta se pohybují za sebou po dráze. Řidič může směr jízdy ovládat jen částečně, boční pohyb je omezen vyvýšeným středem dráhy.
Prozatím nejnovější atrakcí je interaktivní jízda Buzz Lightyear Laser Blast. V té můžete porazit Zurga z filmu Příběh hraček 2. Návštěvníci projíždí ve dvoumístných vozíčcích a pomocí světelné pistole se snaží zasáhnout co nejvíce terčů. Přepravní systém Omnimover je obdobný jako ve Phantom Manor; zde ale mohou návštěvníci volně otáčet vozíčkem o 360°. Atrakce v roce 2006 nahradila Le Visionarium.
Principem podobný pouťovým labutím je Orbitron. Na středovém sloupu se otáčí modely planet, a kolem létají rakety. S návrhem, aby se planety a rakety otáčely protisměrně, a vytvořily tak iluzi rychlejšího pohybu, údajně přišel spisovatel Ray Bradbury. Vzhled raket byl inspirován starými komiksy s Flashem Gordonem.

### Minulé atrakce
Le Visionarium – varianta atrakce The Timekeeper z amerických parků, vytvořená speciálně pro Paříž. Na devíti obrazovkách, uspořádaných do kruhu, se zobrazují scény natočené robotem Nine-Eyes v různých časových obdobích, od pravěku po současnost a budoucnost. Atrakce byla v provozu od roku 1992 do roku 2004. V roce 2006 byla nahrazena atrakcí Buzz Lightyear Laser Blast. V promítaném osmnáctiminutovém filmu From Time to Time hrála řada evropských herců, např. Michel Piccoli (Jules Verne), Jean Rochefort (Ludvík XV.), Jeremy Irons (H. G. Wells) nebo Franco Nero (Leonardo da Vinci). V miniroli nosiče zavazadel se mihl Gérard Depardieu.
V budově 4D kina se od otevření parku promítal Captain EO, hudební film s Michaelem Jacksonem v hlavní roli. Atrakce byla v provozu od roku 1992 do roku 1998, poté ji nahradila Honey, I Shrunk The Audience. Film pro představení Honey, I Shrunk The Audience byl natočen jako spin-off filmu Miláčku, zmenšil jsem děti. Představení využívalo 3D projekci s pomocí polarizačních brýli, a další efekty včetně stříkající vody. Hlavním rozdílem oproti Captain EO byla pohyblivá podlaha, která umožňovala pohnout všemi 600 sedadly najednou, a přispět tak k iluzi, že se celý sál zvedá do výšky. Atrakce byla v provozu mezi roky 1999 a 2010, kdy se po úmrtí Michaela Jacksona atrakce opět vystřídaly. Captain EO byl opět uzavřen v dubnu 2015.
Star Tours, vesmírný let z prostředí Hvězdných válek. Šlo o takzvaný simulátor pohybu – kabina s návštěvníky se pohybuje během projekce filmu na přední plátno, a vytváří tak iluzi pohybu vesmírem. Film obsahoval některé záběry útoku na Hvězdu smrti z filmu Hvězdné války. Disneyland Paris byl poslední z Disneylandů, v kterém byla tato atrakce v provozu. Poslední návštěvníky uvítala 16. března 2016. Do roku 2017 má být nahrazena novou verzí Star Tours 2.

## Fantasyland
Země fantazie obsahuje motivy z Disneyho nejstarších animovaných filmů, natočených podle klasických evropských pohádek a příběhů – Sněhurky, Pinocchia, Popelky, Alenky v říši divů, Petra Pana nebo Šípkové Růženky. Dominantou Země fantazie je 51 metrů vysoký zámek Šípkové Růženky. Návrháři uvádí, že základní podoba zámku byla inspirována stavbami na Mont Saint Michel. Inspirací pro pozlacené špičky jeho šestnácti věží pak údajně byly ilustrace ve středověkém rukopisu Přebohaté hodinky vévody z Berry. Nejvyšší věž měří 17 metrů a váží 15 tun. Interiér zámku je vyzdoben tapisériemi scén z filmu Šípková Růženka.
V jeskyni pod zámkem se nachází největší mechanotronický tvor parku – pohyblivý drak, dlouhý 22 metrů, o váze 2,5 tuny.

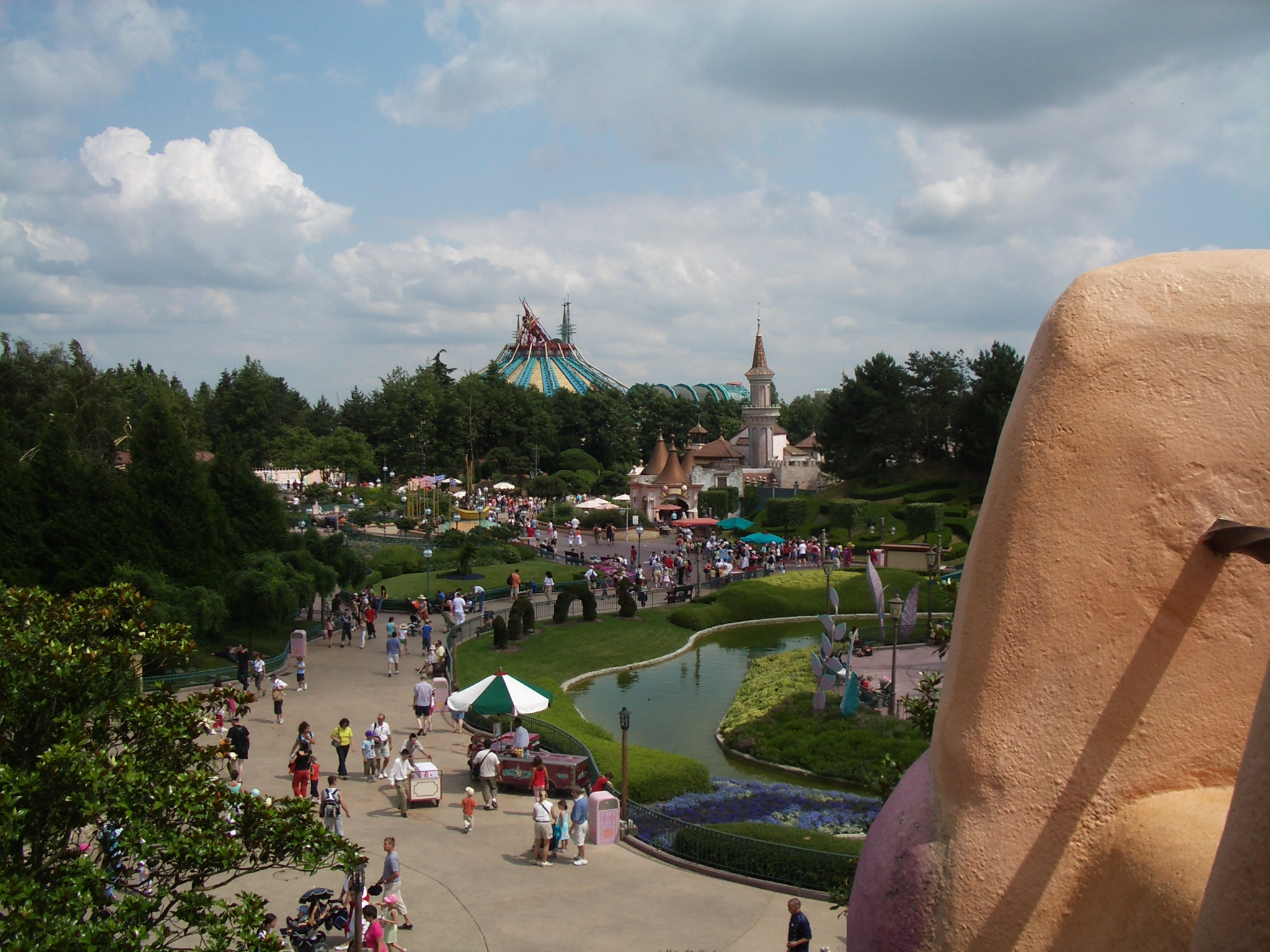
Část Fantasylandu. V pozadí Space Mountain.

### Atrakce
It's a Small World – „Malý svět“, jízda lodičkou světem plným mechanotronických figurek panenek z celého světa. První verzi této atrakce vytvořil Walt Disney na žádost UNICEF, a byla umístěna na světové výstavě v New Yorku v roce 1964. Podle této atrakce byl natočen seriál It's small world. V blízkosti se nachází Alice's Curious Labyrinth, Alenčin labyrint, tvořený živými ploty. Na jeho konci stojí hrad Srdcové královny, který slouží jako rozhledna. Původně bylo možné z nejvyššího patra hradu sjet po skluzavce, ale ta byla později z bezpečnostních důvodů uzavřena.
Peter Pan's Flight, let Petra Pana, je zavěšená dráha vedoucí nad střechami Londýna do Země Nezemě. Gondoly mají podobu galeon. Let začíná v dětském pokoji Darlingových, pokračuje přeletem nočního Londýna a scénami ze Země Nezemě. Předlohou atrakce je film Petr Pan.
Atrakce Blanche-Neige et les Sept Nains (Sněhurka a sedm trpaslíků) a Les Voyages de Pinocchio (Pinocchiovy cesty) jsou si velmi podobné. V obou případech jde o jízdu vozíčkem scénami příslušné pohádky, obdobně jako ve „strašidelných domech“. Sněhurka i Pinocchio využívají technik černého divadla, zejména osvětlení scény ultrafialovým světlem.
Le Carousel de Lancelot je krytý plošinový kolotoč s orchestrionem a několika desítkami figur koní. Koně jsou upevněni na svislých tyčích, které se během otáčení kolotoče pohybují nahoru a dolů. Název odkazuje na Lancelota, rytíře kulatého stolu. Dalším kolotočem je Mad Hatter's Tea Cups (Kloboučníkovy čajové šálky), kde návštěvníci sedí v šálcích z čajového dýchánku Alenky v říši divů. Pohyb šálku je složen ze tří rotací – otáčení celého kolotoče, otáčení plochy s trojicí šálků, a otáčení samotného šálku. Otáčení šálku mohou návštěvníci ovlivňovat pomocí kola umístěného uprostřed šálku.
Film Dumbo posloužil jako předloha pro Dumbo the Flying Elephant, létající slony ve stylu pouťových labutí. Ve stejném filmu se objevuje vláček Casey Jr., který má v parku podobu dětské horské dráhy „Casey Jr. – Le Petit Train du Cirque“. Na té byl v parku poprvé nasazen systém synchronizovaného ozvučení vlaků. Hudba a zvukové efekty ve vlaku jsou synchronizovány s jízdou, aby zazněly na určených místech trati. Systém byl později použit na atrakci Space Mountain.
Le Pays des Contes de Fées je pomalá jízda lodičkou po vodním kanálu. Na březích kanálu stojí modely scén ze známých pohádek. Protože návštěvníci parku mluví mnoha různými jazyky, není během plavby přehráváno vyprávění, ale pouze hudební doprovod. V závěru loďka projíždí Aladinovou jeskyní s ukrytou kouzelnou lampou. Atrakce byla spolu s Casey Jr. a již uzavřeným ruským kolem Les Pirouettes du Vieux Moulin součástí rozšíření parku v roce 1994.